# Velden am Wörther See
Velden am Wörther See é um município da Áustria localizado no distrito de Villach-Land, no estado de Caríntia.

## Galeria de imagens
| - Seepromenade pelo lago Wörthersee em Velden - "Hotel Carinthia", projetado pelo arquiteto Franz Baumgartner em 1924 - O Casino Velden - Vista sul "Hotel Kointsch", projetado pelo arquiteto Franz Baumgartner em 1909 - Villa Gessenharter, projetado pelo arquiteto Franz Baumgartner e construído em 1930 - Paços do Concelho de Velden - Schloss Velden, à margem do lago - Seecorso pelo lago Wörthersee |